# Ellen Byron
Pour les articles homonymes, voir Byron.
Ellen Byron, née le 12 janvier 1956 à Los Angeles, est une romancière, une scénariste et une productrice américaine, auteure de roman policier.

## Biographie
Ellen Byron fait des études à l'université Tulane.
Elle écrit de nombreux scénarios pour des séries télévisées américaines dont Wings, Mes parrains sont magiques et Bunsen est une bête.
En 2015, elle publie son premier roman, Plantation Shudders, premier volume d'une série située en Louisiane et mettant en scène Maggie Crozat. Avec Body on the Bayou, elle est lauréate du prix Lefty 2017 du meilleur roman policier humoristique, avec A Cajun Christmas Killing, elle remporte me même prix en 2018 et avec Mardi Gras Murder, elle remporte le prix Agatha 2018 du meilleur roman contemporain.

## Œuvres

### Romans

#### SérieCajun Country
- Plantation Shudders (2015)
- Body on the Bayou (2016)
- A Cajun Christmas Killing (2017)
- Mardi Gras Murder (2018)
- Fatal Cajun Festival (2019)
- Murder in the Bayou Boneyard (2020)
- Cajun Kiss of Death (2021)

#### SérieRicki James
- Bayou Book Thief (2022)
- Wined and Died in New Orleans (2023)

#### SérieDee Stern
- A Very Woodsy Murder (2024)
- Solid Gold Murder (2025)

### Romans signés Maria DiRico

#### SérieMia Carina
- Here Comes the Body (2020)
- Long Island Iced Tina (2021)
- It’s Beginning to Look a Lot Like Murder (2021)

### Scénarios
- 3 épisodes de la série télévisée Flying Blind (en) (1992-1993)
- 3 épisodes de la série télévisée Joe's Life (en) (1993)
- 12 épisodes de la série télévisée Wings (1994-1997
- 3 épisodes de la série télévisée Jenny (1997-1998)
- 1 épisode de la série télévisée Young Americans (2000)
- 2 épisodes de la série télévisée Mon ex, mon coloc et moi (2000)
- 1 épisode de la série télévisée C'est pas ma faute ! (2001)
- 2 épisodes de la série télévisée Voilà ! (2003)
- 4 épisodes de la série télévisée Tout est relatif (2003-2004)
- 4 épisodes de la série télévisée Une famille presque parfaite (2004-2005)
- 2 épisodes de la série télévisée Rita Rocks (2009)
- 2 épisodes de la série télévisée Bonne chance Charlie (2011)
- 1 épisode de la série télévisée Tom et Jerry Show (2014)
- 21 épisodes de la série télévisée Mes parrains sont magiques (2013-2017)
- 26 épisodes de la série télévisée Bunsen est une bête (2017-2018)

## Récompenses et distinctions

### Prix
- Prix Lefty 2017 du meilleur roman policier humoristique pour Body on the Bayou[1]
- Prix Lefty 2018 du meilleur roman policier humoristique pour A Cajun Christmas Killing[1]
- Prix Agatha 2018 du meilleur roman contemporain pour Mardi Gras Murder[2]
- Prix Lefty 2021 du meilleur roman policier humoristique pour Murder in the Bayou Boneyard[1]
- Prix Agatha 2021 du meilleur roman contemporain pour Cajun Kiss of Death[2]

### Nominations
- Prix Agatha 2015 du meilleur premier roman pour Plantation Shudders[2]
- Prix Lefty 2016 du meilleur roman policier humoristique pour Plantation Shudders[1]
- Prix Agatha 2016 du meilleur roman contemporain pour Body on the Bayou[2]
- Prix Agatha 2017 du meilleur roman pour A Cajun Christmas Killing[2]
- Prix Lefty 2019 du meilleur roman policier humoristique pour Mardi Gras Murder[1]
- Prix Agatha 2019 du meilleur roman contemporain pour Fatal Cajun Festival[2]
- Prix Lefty 2020 du meilleur roman policier humoristique pour Fatal Cajun Festival[1]
- Prix Agatha 2020 du meilleur roman contemporain pour Murder in the Bayou Boneyard[2]
- Prix Lefty 2022 du meilleur roman policier humoristique pour Cajun Kiss of Death[1]
- Prix Agatha 2022 du meilleur roman pour Bayou Book Thief[2]
- Prix Lefty 2023 du meilleur roman policier humoristique pour Bayou Book Thief[1]
- Prix Anthony 2023 du meilleur roman policier humoristique pour Bayou Book Thief[3]
- Prix Agatha 2023 du meilleur premier roman pour Wined and Died in New Orleans[2]
- Prix Lefty 2025 du meilleur roman policier humoristique pour 	A Very Woodsy Murder[1]
- Prix Agatha 2024 du meilleur premier roman pour A Very Woodsy Murder[2]
- Prix Anthony 2025 du meilleur roman policier humoristique pour A Very Woodsy Murder[3]